# Eublemma elychrysi
Eublemma elychrysi is een vlinder uit de familie van de spinneruilen (Erebidae). De wetenschappelijke naam van deze soort werd voor het eerst voorgesteld als Erastria elychrysi door Jules Pierre Rambur in een publicatie uit 1833.
De soort komt voor in Frankrijk (vasteland en Corsica) en Italië (vasteland, Sardinië en Sicilië).